# فستان لحم ليدي غاغا
فستان لحم ليدي غاغا هو فستان ارتدته المغنية الأمريكية ليدي غاغا خلال حفل جوائز إم تي في الأغاني المصورة 2010،الفستان مصنوع من لحم بقري نيئ،نددت جمعيات حقوق الحيوان ارتداء غاغا للفستان،وسمته مجلة تايم كأفضل بيان أزياء لعام 2010.يشار إليه عادةً في وسائل الإعلام باسم فستان اللحم.